# Петролейный эфир
Петроле́йный эфир (нефтяно́й эфи́р, ма́сло Ше́рвуда) — смесь в основном легких  предельных углеводородов (пентанов и гексанов), обычно с малым содержанием ароматических углеводородов, получаемая из попутных нефтяных газов и легких фракций при переработке нефти.
При нормальных условиях — лёгкая, бесцветная, летучая и очень огнеопасная жидкость с запахом бензина, температура кипения 40—70 °C (лёгкий) и 70—100 °C (тяжёлый) и  плотность 0,650—0,695 г/см3.
Применяется как растворитель жиров, масел, смол и др.
Также используется как топливо для бензиновых зажигалок и каталитических грелок.
Часто используется в качестве элюента (подвижной фазы) в жидкостной хроматографии.
Название вещества является традиционным, а не номенклатурным, так как по химическому составу петролейный эфир не имеет отношения ни к простым, ни к сложным эфирам. Также петролейному эфиру не может быть присвоена квалификация реактива, в нём нет основного компонента для нормирования.

## Безопасность
При чрезмерном вдыхании петролейного эфира могут возникать головные боли, головокружение, тошнота, усталость и нарушение координации. Токсичность петролейного эфира растёт с повышением концентрации ароматических соединений. Известно, что н-гексан вызывает повреждение аксонов в периферических нервах.
Контакт с кожей может вызвать аллергический контактный дерматит.
Петролейный эфир метаболизируется в печени с биологическим периодом полураспада 46–48 ч.
Петролейный эфир быстро разлагается в почве и воде.